# Apple IIe Platinum
Az Apple IIe Platinum asztali számítógépet az Apple gyárotta és forgalmazta 1987 januárja és 1993 novembere között 82 hónapon keresztül. Az Apple IIe Platinum egyike volt azoknak a számítógépeknek, amelyek az Apple nevet viselték.

## Története
1987 januárjában megérkezett az Apple IIe, gyakran Platinum IIe néven emlegetett utolsó verziója, a ház színe világosszürke volt, amelyet az Apple „Platinum”-nak nevezett el. A módosítások többnyire kozmetikai jellegűek voltak, hogy modernizálják a gép megjelenését. A színváltás mellett új billentyűzetkiosztás kapott, a billentyűzetet úgy módosították, hogy megfeleljen az Apple IIGS elrendezésének. Eltűntek a süllyesztett fém azonosító jelvények, az "Apple IIe" selyemszitázással került a ház tetejére. A hardverben nem sok újítás történt, leginkább az eltelt idő technikai fejlesztéseit vezették át. Nem történt firmware-módosítás sem, az alaplap funkcionálisan egyébként megegyezett az Enhanced IIe-vel. Az Apple IIe utolsó modell változat – amelyet Európában nem forgalmaztak – gyártását 1993. november 15-én csendben leállították, ez – az Apple IIGS egy évvel korábbi leállítását követően – gyakorlatilag az Apple II család végét jelentette.

## Technikai leírás
A bézs színű gép súlya 5,2 kg, magassága 113 mm, szélessége: 387 mm és mélysége 457 mm volt. A Apple IIe Platinum számítógépet egymagos 1 MHz-es MOS 65C02  processzor vezérelte, az 1 MHz-en működő rendszerbusz 8-bites architektúrát szolgált ki.  A géphez 81 (kis-és-nagybetű) gombos billentyűzet tartozott A gépet Apple DOS 3.3 és Apple ProDos 8 operációs rendszerrel és Applesoft BASIC firmware-rel szállította az Apple. A gép bemutatásakor az alapkiépítésben 64kB memóriát tartalmazott, maximálisan 1MB kezelésére volt képes a gyári specifikáció szerint. A gépet 16kB kapacitású ROM-mal szerelték. A számítógépnek nem volt saját kijelzője. Külső megjelenítő csatlakoztatására szolgált egy RCA csatlakozó, a külső megjelenítőn 560x192 (15 színben), 280x192 (6 színben) grafikai vagy 80x24 karakteres felbontás volt elérhető. Az Apple IIe Platinum a következő csatlakozási lehetőségeket kínálta: egy I/O @1500b/s, egy GAME I/O (16 pin), egy DE-9, egy RCA, egy beépített hangszóró. A gép bővíthetőségét szolgálta egy 50-tűs Apple II csatlakozó, egy 60-tűs csatlakozó.

## A számítógép technikai adatai
A táblázat nem tartalmazza az összes műszaki paramétert. Az egyes modelleknél a bemutatáskor érvényes adatokat soroljuk fel, a későbbi frissítéseket nem.
| Gépneve bemutatva kivezetve           | Méretmagasság szélesség mélység súlySzín | Processzortípus @órajel architektúra magok száma | Média | Billentyűzet                   | Operációs rendszer              | Memóriaalap (max.) hely ROM | Kijelzőmérete felbontása | Grafikakimenet, képpont és szöveg felbontás | Csatlakozókkazetta, játék, kijelző, soros, párhuzamos, hang...                       | Bővíthetőség                                        |
| ------------------------------------- | ---------------------------------------- | ------------------------------------------------ | ----- | ------------------------------ | ------------------------------- | --------------------------- | ------------------------ | ------------------------------------------- | ------------------------------------------------------------------------------------ | --------------------------------------------------- |
| Apple IIe Platinum1987 jan. 1993 nov. | 113 mm 387 mm 457 mm 5,2 kg Platinum     | MOS 65C02 @1 MHz, 8 bit 1 mag                    |       | 81 billentyű (kis-és-nagybetű) | Apple DOS 3.3 és Apple ProDos 8 | 64kB, (1MB) 0 slot 16kB     |                          | 1xRCA560x192@15 280x192 @680x24 kar.        | · 1x I/O @1500b/s · 1x GAME I/O (16 pin) · 1x DE-9 · 1x RCA · 1x beépített hangszóró | · 1x 50-tűs Apple II csatlakozó · 60-tűs csatlakozó |

## Az Apple számítógépek az időben
| Az Apple számítógépek idővonalon |
| --- |
| |
| A színek kezdete a bemutató időpontja, a forgalmazás több esetben is hónapokkal később kezdődött. Megeshet, hogy egy csík végét kitakarja egy másik csík eleje. Előfordul, hogy a gyártás befejezését követően még egy ideig forgalomban marad a gép adott verziója. Az egyes eszközök technikai paraméterei a MacTracker alkalmazásból származnak. A Macintosh XL azért szerepel a grafikonon, mert technikailag a Lisa 2 utóda, de a neve miatt a Compact Macintosh számítógépek közé szokás besorolni. |